# Arma de foc
Una arma de foc és qualsevol arma que llança projectils a distància gràcies a la pressió originada per una explosió. S'utilitza per atacar o per defensar-se, tot i que també és corrent el seu ús en la caça o simplement de manera lúdica. El seu desenvolupament ha anat lligat als usos bèl·lics, però també l'utilitzen les forces de seguretat, per a la cacera d'animals salvatges i en tir olímpic o esportiu.

## Història

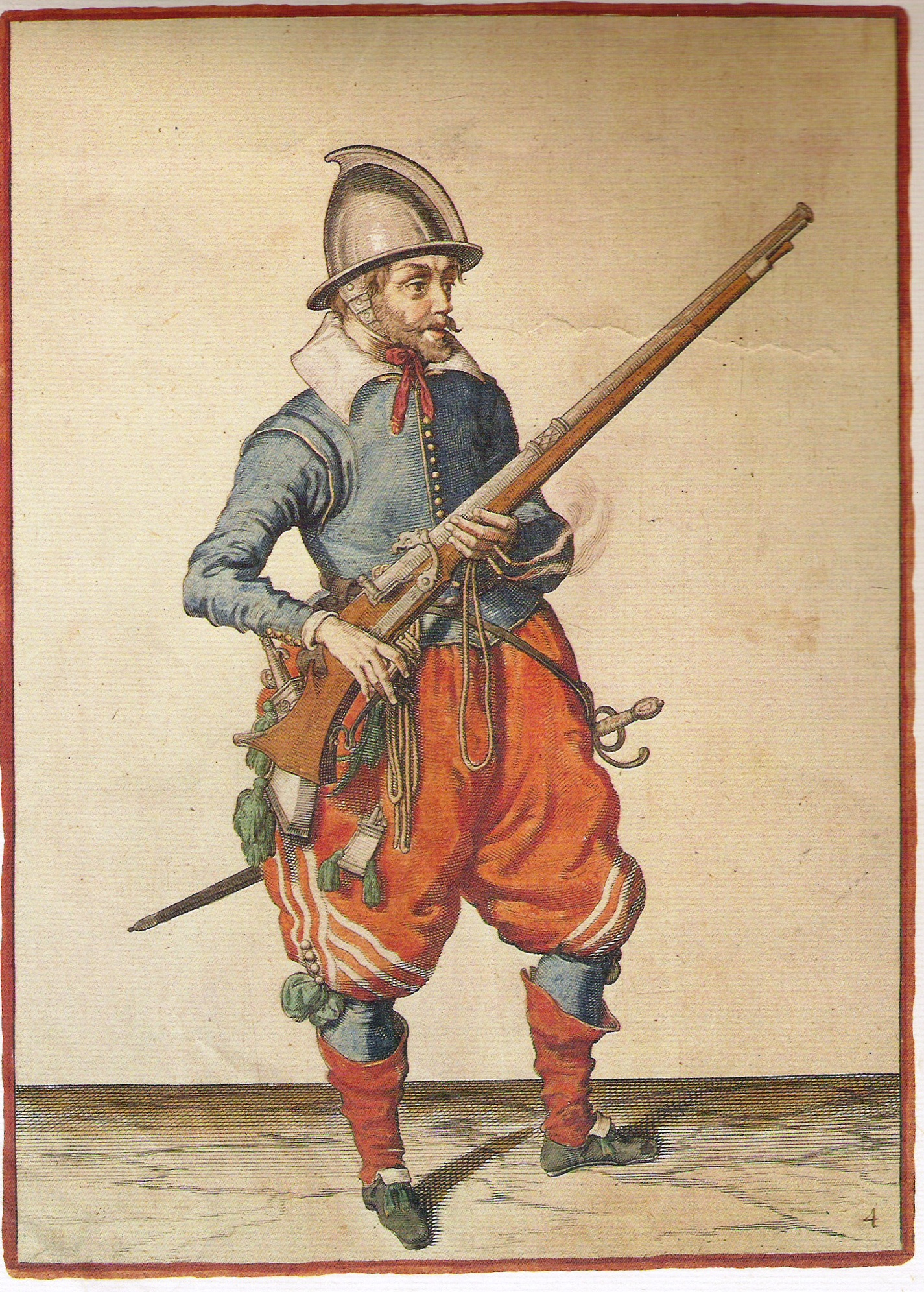
Il·lustració d'un mosqueter del 1608.

La llarga història de les antigues armes de foc va lligada a les innovacions tant per millorar-ne la portabilitat, per millorar la seguretat del mateix tirador i per fer-la més mortífera.
Des del segle xi es coneixien a la Xina barreges pirotècniques de salnitre, carbó i sofre que van ser emprades com a explosius d'escassa potència. Existeixen també testimonis del seu ús militar a la Xina del segle xiii, amb l'ús de les anomenades fletxes de foc que projectaven fletxes gràcies a una càrrega de pólvora i emprant un canya de bambú a mode de canó.
La pólvora i el coneixement del seu ús explosiu o propulsiu va arribar a Europa de la mà dels científics àrabs entre finals del segle xiii a començaments del segle xiv, on la referència més antiga apareix al tractat de Marc Greco, que descriu la composició de la pólvora negra, encara que hi ha referències més fidedignes en els manuscrits De Nobilitatibus Sapientiis et Prudentiis Regum i De secretis secretorum Aristotelis de Walter de Milimete, capellà d'Eduard III d'Anglaterra, que es remunten a 1326 i que descriuen el que actualment es considera els models europeus més antics d'armes de foc.
També es conserva un document florentí datat l'11 de febrer de 1326 en el qual es tracta de l'adquisició de projectils i canons metàl·lics. D'un registre comptable del castell de Gassino, prop de Torí, sabem que el castell ja estava equipat amb canons en 1327.
Tanmateix, és a partir de la segona meitat del segle xiv que es van registrar majors i freqüents referències sobre l'ús bèl·lic de les primeres armes de foc europees: les portàtils individuals foren les primeres a aparèixer. Al principi les armes de foc eren poc fiables i insegures, però han anat evolucionant fins a assolir un nivell d'utilitat i practicatge que les han convertit en un dels mitjans per ferir o assassinar més eficaços que a més pot utilitzar-se en un altre tipus d'activitats humanes com per exemple l'esport.

### Producció històrica de les armes de foc
Pel que fa als fabricants que les elaboraven es té notícia del primer taller francès el 1516 a Saint-Étienne.
Als Països Catalans un document de Ripoll sembla indicar que ja abans del 1568 havia nascut la indústria armera de la ciutat. N'hi devia haver més en altres ciutats perquè el virrei de Catalunya Fernando Álvarez de Toledo en algun moment entre el 1571 i el 1580 va limitar la fabricació d'armes de foc en 44 poblacions del principat. El cas de Ripoll és fonamental perquè durant els segles xvii i xviii la seva producció superava amb escreix la de ciutats més importants com ara Barcelona, Igualada o Vic, i presentava una complexitat tècnica i un gust artístic molt valorat a l'època (eren corrents les decoracions florals, geomètriques i fins i tot els gravats). Els pedrenyals i escopetes ripolleses han arribat fins avui en diversos museus militars. La importància assolida per aquesta indústria a Ripoll es devia a la tradicional presència de les fargues que treballaven el ferro extret d'una regió prou rica en aquest metall. Aquí es produïren algunes innovacions tècniques com ara el tornall d'esmolar i barrinar canons, que ja existia el 1632 accionat amb la força hidràulica, i fou un gran avenç per tal de mantenir el canó ben soldat i evitar que esclatés amb la ignició continuada de la pólvora. De fet la potència era tal que a Ripoll no hi havia simples armers sinó que els oficis estaven especialitzats: els canoners feien el canó, els panyetaires elaboraven el mecanisme per a disparar o pany, i els encepadors feien els acabats i els ornaments. Però tota la indústria armera ripollesa va ser clausurada el 1794 per tal d'allunyar-la de la frontera amb l'estat francès
El propulsor de les armes de foc més antigues era la pólvora negra; però en les armes de foc modernes es fa servir pólvora blanca (sense fum), o bé altres propel·lents. Les armes de foc poden ser portades a mà com en el cas dels fusells, carrabines i pistoles; aleshores els projectils s'anomenen bales, les quals no solen contenir explosius a l'interior. En el cas d'armament més pesant o d'artilleria, com és el cas de canons, llançagranades, etc. els projectils porten càrrega explosiva. Per efecte de la combustió les armes de foc es dilaten i desgasten i han de tenir un manteniment acurat. Als segles XV i xvi, en les primeres armes de foc portàtils, la munició era una bala esfèrica de plom massís, i a principis del segle xix van adoptar forma cilíndrico-ogival o cilíndrico-ovalada, acoblada a una beina, ajustada per ella mateixa en passar de la recambra al canó, que conté tots els elements necessaris per a disparar.

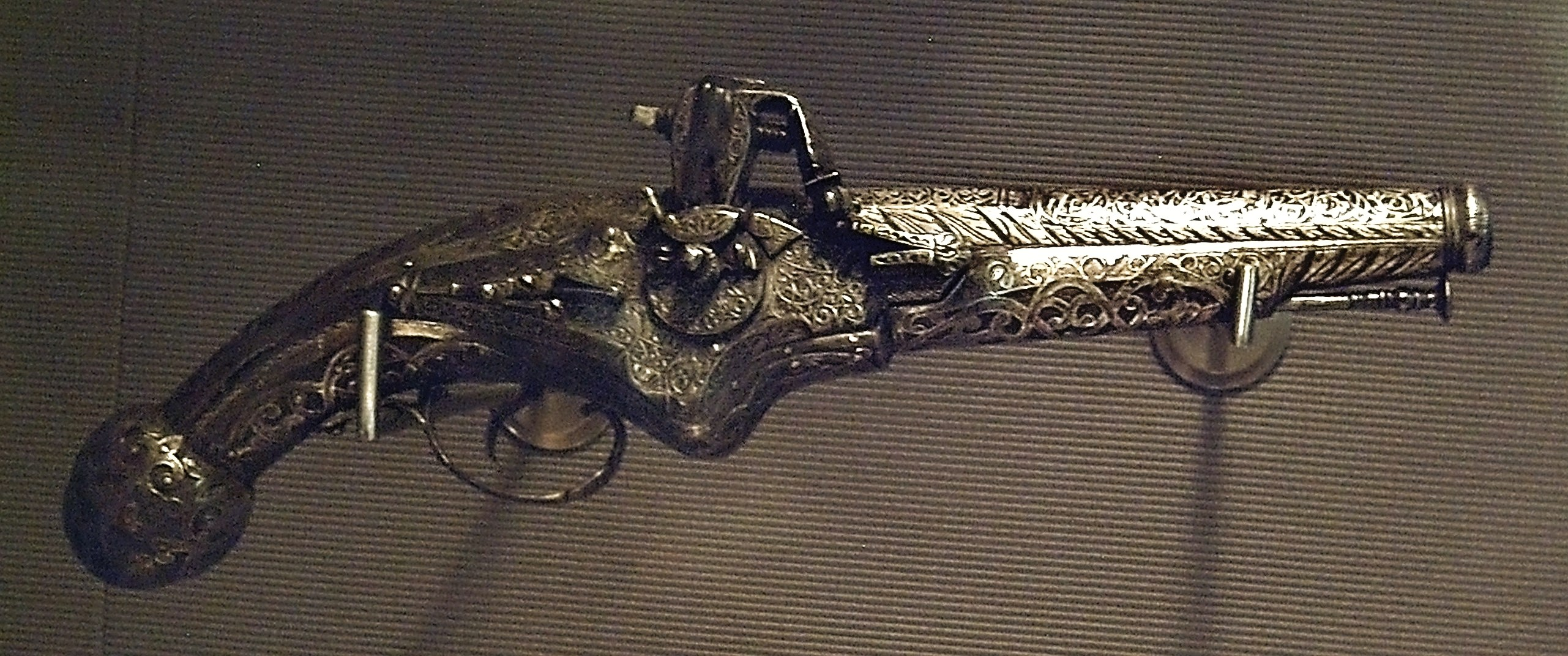
Pistola catalana de roda, feta a Ripoll (Ripollès) a finals del s. XVII

El desenvolupament del pany de metxa i dels canons de petit calibre de ferro, més barat i comú que el bronze, va revolucionar els exèrcits, amb la implantació massiva de les armes de foc durant el segle xvi. Més endavant es desenvolupà el pany català, emprant una pedra de sílex posada al cap d'una peça anomenada ca que es feia percudir prop del fogó; i també una pedra de pirita que es fregava amb una roda dentada.2019
Una novetat va ser l'aplicació de la tecnologia de les impressores 3D en la fabricació de pistoles, amb la impressió el 2013 d'una pistola.

## Nomenclatura i classificació
Les armes de foc es divideixen en les següents categories generals:
- Armes de foc individuals (personals o portàtils) que es subdivideixen en:
  - armes de foc llargues: arcabús, mosquet, fusell, metralladora, fusell d'assalt, etc.
  - armes de foc curtes: pistola i revòlver.
- Peces d'artilleria i altres armes explosives: 
  - Artilleria pesant i lleugera: canó, bombarda, colobrina, falconet, obús, morter...
  - Armes explosives d'ús individual: granada, mina, bazuca, llançagranades…

### En relació amb la longitud de l'arma
- Armes llargues: armes lleugeres emprades per a disparar a llarga distància, que tenen el canó de llarg i és emprada amb les dues mans i, gairebé sempre, aprofitant l'espatlla de suport. Com ara els rifles, carrabines, fusells i algunes metralladores, així com metralladores, encara que sovint s'utilitzi un bípede o un trípode de suport per mantenir l'estabilitat. Les armes llargues s'utilitzen com a armes de caça, com armament individual de guerra i per a ús recreatiu en l'esport de tir.
- Armes curtes: a diferència de les armes llargues, estan destinades principalment per a ús personal en contra a objectius a curta distància o de forma oculta, de canó més curt i, en general, s'empren amb una sola mà. Aquesta categoria inclou: pistoles, revòlvers i algunes pistoles-metralladores, tot i aquestes últimes requereixen que s'emprin les dues mans per ser controlades quan es dispara en ràfegues. Generalment s'usen com a armes individuals de les forces de l'ordre (com la policia), com a instrument de defensa per part de ciutadans autoritzats, i com equipament esportiu en diverses disciplines de tir.

Per determinar si una arma és llarga o curta s'empren, comunament, dos sistemes: el primes és una derivació militar. aquest considera una constant de valor 20. Aquest multiplica el calibre de l'arma, expressat en mil·límetres, per la constant. Si el resultat és major que la llargària del canó es tracta d'una arma curta, si és a la inversa es parla d'arma llarga. Per exemple, la metralladora Beretta mod. 12, té un canó de 20 cm de longitud (200 mm) i un calibre de 9 mm. Així 9x20 = 180, el resultat és menor que la longitud del canó i, d'acord amb aquest sistema, l'arma seria llarga.
El segon sistema ve definit per l'article 78 de l'Acord de Schengen de 14 de juny de 1985 que considera armes curtes aquelles armes en les quals el canó té una longitud no superior a 30 cm o la longitud total no excedeixi de 60 cm. Per contra es consideren llargues les que superen aquests valors. Aquest sistema és el que recull actualment la legislació espanyola en el seu Reglament d'Armes

### D'acord amb la possibilitat de la repetició del tret
- Armes d'un sol tret: són aquelles que sol disparen un tret i que abans de tornar a disparar s'han de recarregar de forma manual, com, per exemple, el fusell Sharp de retrocàrrega, els fusells Remington de "blocatge progressiu", així com tots els rifles d'avantcàrrega. Aquesta categoria també inclou les armes de dos canons juxtaposats o superposats per a l'ús en tir al plat o caça, perquè la capacitat de disparar més tirs es deu a la presència de diversos canons que es carreguen de forma manual i no a la presència de sistemes de repetició (per a alguns, aquestes armes pertanyerien a la categoria de "armes de repetició multi-canó" junt amb les de tipus "pepperbox", així com metralladores tipus "Gatling" i "Gardner" i derivats).

- Armes de repetició manual: també disparen un únic tret al mateix temps, però, puix que tenen un magatzem amb més tirs i un dispositiu mecànic que "carrega" d'un cartutx nou a cada acció manual de "recarrega", els trets se succeeixen més ràpidament que ja estan disponibles en l'arma. Exemples d'aquest tipus en són els revòlvers i rifles amb gir de lliscament de l'obturador (anomenada acció "forrellat", com els fusells Mauser 98) o per acció de palanca de repetició (com els rifles Winchester 1866 i successius) o a "bomba". Val la pena esmentar que el revòlver, segons alguns entesos, podria pertànyer a la categoria de "armes de repetició múltiple".

- Armes de repetició semiautomàtiques: disparen un tret cada vegada que el gallet és accionat, com en el cas de les armes de repetició manual, però a diferència d'aquestes, la recàrrega del cartutx nou del seu magatzem és automàtica, sense la intervenció del tirador. Requereixen l'acció del gallet a cada tret. Exemples d'aquest tipus en serien les pistoles com la Luger o la Walther P38 i les escopetes amb canó d'ànima llisa anomenats(incorrectament) "automàtics", així com els rifles Garand M1 americà de la Segona Guerra Mundial.

- Armes de repetició automàtiques: Són aquelles que permeten disparar diversos trets mitjançant una única actuació del gallet: l'arma sols deixa de disparar quan es retira l'actuació sobre el disparador o fins que el carregador resta buit. Aquesta manera de tret és anomenada "explosió". Els representants típics d'aquesta categoria estan les pistoles-metralladores, com ara la MP 40 alemanya o la italiana MAB, les metralladores i en general totes les armes de foc en ràfegues (incloent rifles d'assalt moderns que posseeixen dispositius de rafegues controlades).

### Segons el tipus de canó emprat
- D'ànima llisa: En són exemple els fusells de caça que disparen cartutxos, gairebé tots els rifles d'avantcàrrega eren d'ànima llisa fins al voltant de 1870. Normalment, els projectils disparats des d'un ànima llisa són de forma esfèrica i sense estabilització, però hi ha excepcions: les bales amb ranurat precís directament al projectil (per exemple, la bola Brenneke de 36 gr emprada a la caça de senglar) i els projectils en forma de fletxa anomenats "dards" (experimentat pels nord-americans durant la guerra del Vietnam utilitzant escopetes d'ànima llisa). Exemples d'armes són també alguns canons ànima llisa per a objectius propers (generalment en el primer arc de la paràbola de foc) muntats en diversos models de tancs.
- D'ànima estriada (o ratllada): Aquestes són armes que disparen projectils cilíndrics-ovalats amb els quals s'estabilitza la precisió a llargues distàncies. Per a millorar la precisió el canó presenta un ranurat helicoidal interior que dona al projectil un moviment rotatori que l'estabilitza (efecte giroscòpic) permetent que continuï sempre amb la punta cap endavant.

### Segons el tipus d'ús
- Armes de caça: s'utilitzen per a matar els animals de presa. En general, en el cas de la caça d'ocells s'empren armes llargues d'ànima llisa, mentre que per a la caça d'animals terrestres de grans dimensions s'utilitzen carrabines d'ànima estriada. Hi ha excepcions, com la caça del senglar, que se sol practicar sovint armes amb canó d'ànima llisa que es carreguen amb munició de "bola seca" o "slug" (que només s'estabilitza per l'estriadura impresa en la mateixa bala, com les boles Gualandi o Brenneke)
- Armes esportives: són els que s'utilitzen en les competicions en què l'objectiu d'obtenir la màxima puntuació que s'obté amb precisió de la punteria. Hi ha molts tipus diferents (alguns fins i tot són Olímpic) que difereixen en el tipus d'armes permeses per a la manera de tret i la manera de determinació de la puntuació, algunes d'aquestes disciplines no es refereixen a armes de foc (com el cas de la pistola o un rifle aire comprimit o el cas del tir amb arc).
- Armes de defensa (o comunes): són aquelles que són permeses, segons la legislació, per la defensa del ciutadà. Normalment es tracta d'armes curtes (pistoles semiautomàtiques i revòlvers).
- Armes de guerra: són les que s'utilitzen durant el conflicte armat i no hi ha raó per ser utilitzades en el camp civil. La legislació espanyola considera l'adquisició, tinença i ús per part de particulars com a prohibida.[10] Segons aquesta legislació es consideren armes de guerra:[11]
  - Armes de foc o sistemes d'armes de foc de calibre igual o superior a 20 mm.
  - Armes de foc o sistemes d'armes de foc de calibre inferior a 20 mm., establerts com a calibres de guerra pel Ministeri de defensa:
    - Armes de foc de calibre igual o superior a 12,7 mm. que emprin munició amb baina de ranura en el culote. (Cetme espanyol)
    - Armes de foc que utilitzin municions dels calibres: 5,45 x 39,5. - 5,56 x 45 (o el seu equivalent 223) - 7,62 x 39. - 7,62 x 51 Nato.
    - Armes de foc automàtiques.
    - Municions per a les armes indicades en el primer i segon punt.
    - Conjunts, subconjunts i peces fonamentals de les armes i municions indicats en els quatre primers apartats, així com, si s'escau, els seus sistemes entrenadors o subcalibres.
    - Bombes d'aviació, míssils, coets, torpedes, mines, granades, així com els seus subconjunts i peces fonamentals.
    - Les no incloses en els apartats anteriors que es considerin com de guerra pel Ministeri de Defensa.

## Parts de les armes de foc
- Canó: tub per on surt el projectil llançat per una arma de foc.
- Astràgal: anell que circumda el canó d'una arma prop de la boca.
- Camisa: tub de metall que forma el recobriment interior del canó on hi ha l'estriat i que és introduït a pressió a la boca de foc d'una arma.
- Ànima: interior del canó d'una arma de foc per on passa el projectil en disparar-la. Pot ésser llisa o bé estriada. L'estriació de l'ànima confereix al projectil un moviment rotatiu que facilita la perforació de l'aire augmentant, d'aquesta manera, l'estabilitat de la trajectòria i l'abast. L'ànima s'anomena seguida quan té el mateix diàmetre des de la boca a la recambra, o bé recambrada quan la recambra té un diàmetre més gran que la boca. La longitud de l'ànima se sol expressar en calibres: Així, un obús de 105/26 té una ànima de 26x105 mm de longitud. S'anomena Boca la part anterior de l'ànima.
- Recambra o Cambra: eixamplament que té l'ànima del canó d'una arma de foc, a l'extrem oposat a la boca, on se situa (manual o automàticament) el cartutx que ha d'ésser disparat.
- Carregador: mecanisme de les armes automàtiques i semiautomàtiques on es contenen els projectils que s'aniran introduint successivament en la recambra. Els carregadors poden tenir forma cilíndrica, com els de tambor, o de caixa aplanada, com els de petaca, essent incorporats a la culata. Un altre tipus és el de cinta o de banda, usat especialment per a armes pesants de gran capacitat de tir, com les metralladores.
- Extractor: mecanisme d'una arma de foc que extreu el casquet del cartutx un cop disparat.
- Culata o culassa (cureny per castellanisme) : Gruix de metall que tapa l'ànima del canó per la part oposada a la boca. En les armes portàtils, la culata és la part posterior de la caixa de l'arma que serveix per a agafar-la o recolzar-la. En les armes pesants, com els canons i els obusos, és el cos posterior que conté la recambra, la tanca, etc.

### Armes portàtils (parts)
- Alça: Reglet graduat, generalment ubicat a la part posterior del canó, per tal de precisar la punteria en direcció, és emprat per a donar a l'arma l'angle de tir per a aconseguir l'abast necessari. A les modernes peces d'artilleria, l'alça és incorporada al goniòmetre de punteria en abast i direcció. Es defineix com a osca la incisió practicada a l'alça per la qual ha de passar la visual en apuntar. l'alça pot ser formada per un telescopi situat en paral·lel al canó, fet que precisa la punteria a més llarga distància que els aparells normals, essent anomenada alça telescòpica. Generalment, dites alces, porten, al visor, una retícula graduada que permet de mesurar angles d'elevació i de deriva.
- Punt de mira o mira: Prominència metàl·lica fixada al cap del canó de les armes de foc.
- Brocal: Dispositiu que es rosca a la boca d'una arma amb diferents finalitats. Així, podem trobar el brocal apagaflames i el brocal de llançament (emprat en fusells per a llançar granades), així com els brocals emprats en les armes automàtiques que permeten d'usar-hi indistintament cartutxos de salves, de plàstic, o bales, i els brocals emprats per a reforçar les boques de les peces d'artilleria.
- Caixa: Peça, generalment de fusta o plàstic, que sosté i subjecta el canó i els altres mecanismes i parts que componen una arma de foc portàtil. S'hi distingeix tres parts: canya (anterior), ranura i culata (posterior).
- Encep: Peça o conjunt de peces de fusta, metàl·liques o de material plastificat on se subjecta el canó.
- Guardamà: Part de la carcassa de fusta de les armes de foc fixada sota el canó que permet de posar-hi la mà sense cremar-se.
- Galta: Plaques de diferents materials (banya, fusta, vori, plàstic) col·locades a banda i banda del mànec de les pistoles, dels revòlvers, etc. (o dels ganivets).
- Cambra de gasos: Cambra en forma de tub a les armes automàtiques de presa de gasos, que fa de base del funcionament en el mecanisme d'automatisme.
- Gallet: Palanca, amb l'extrem lliure en forma d'arc, incorporada a la part de sota de la clau de les armes de foc i que s'acciona amb el dit per disparar.
- Percussor/percutor, canet o ca : Agulla, de metall, que és retingut per un ressort que l'allibera en accionar el gallet i percudeix en l'estopí o el fulminant tot provocant la detonació d'aquests (aquesta acció es denomina percussió). El rastell és el canet d'una arma de foc de pedra foguera.
- Disparador: Mecanisme que transmet el moviment del gallet a l'ungla que reté l'agulla percussora perquè, en alliberar-la, aquesta colpegi el fulminant que encén la càrrega de projecció de la bala.
- Martell, canet o ca : Peça de la clau de les armes de foc portàtils antigues i d'alguns revòlvers i pistoles actuals, la qual, impulsada per la molla reial, pica sobre el fulminant o bé sobre el percussor i provoca el foc de l'arma.
- Expulsor: Mecanisme d'una arma de foc que expulsa automàticament el casquet del projectil disparat.

### Peces d'artilleria (parts)
- Afust : Bastiment de fusta o de metall dels primers canons, dotat generalment de rodes, que suporta el canó i és destinat a desplaçar-lo, a apuntar-lo i a amortir-ne la reculada. En les peces d'artilleria rep el nom de carreta, carret, caixa; en els canons antiaeris, candelera, i en les peces autopropulsades l'afust és constituït pel vehicle sobre el qual van muntades. El banc era el muntatge de fusta de les peces de la primitiva artilleria de foc, el qual reposa sobre quatre peus.
- Encavalcament,[12] caixa, carret(a),[12] carriot[12] (cast. cureña) : Carro sobre el qual és col·locada la peça per tal d'elevar-la sobre el sòl i poder-la moure amb facilitat. A l'origen consistia en un cos de fusta robust i quatre rodes unides per dos eixos. Mitjançant una clàvia es podia col·locar a diversos graons de diferent alçada sota el canó fent possible la variació l'angle de tir en direcció vertical. Per a moure la peça horitzontalment calia arrossegar-la. Actualment són fetes amb ferro i acer, i la majoria són muntades sobre rodes pneumàtiques. El carret naval i moltes de les de costa no porten rodes.
- Monyó: peça cilíndrica fixa que té un canó, que aparellades i situades una en cada costat, hi descansa, sobre la curenya, i que li permeten el moviment vertical. monyonera : concavitat o encasament que té a cada costat el suport d'una peça d'artilleria, i que serveix per a encaixar-hi els monyons. Hi ha també les sobremonyoneres.
- Bressol: Dispositiu corbat situat entre el fre i la curenya d'una peça.
- Tanca: Bloc d'acer que serveix per a obturar l'obertura posterior d'algunes peces d'artilleria, com per exemple els canons i els morters. La tanca és constituïda, generalment, per un bloc prismàtic, anomenat falca, que presenta un forat del mateix diàmetre que l'ànima del canó; el forat coincideix amb l'ànima quan la tanca és oberta i la part no foradada del bloc obtura l'ànima. S'anomena tanca de falca si aquesta es desplaça transversalment al canó, si el moviment es provoca per mitjà d'un bloc proveït d'una rosca de filets de pas molt petit que és enroscat a la part posterior de la cambra on és col·locat el projectil s'anomena tanca de caragol.
- Obturador: Junta situada entre el canó i la culata d'una arma de foc, especialment d'una peça d'artilleria, per tal d'evitar la fuita dels gasos originats per la combustió.
- Direcció de tir: Conjunt d'aparells que efectuen els càlculs necessaris per a determinar la posició que ha d'adoptar una peça contra un objectiu i que transmet les ordres per al moviment d'aquesta.
- Nivell de punteria: en els canons, nivell d'aigua articulat per un extrem situat a sobre d'aquests que permet de donar-li l'angle de tir calculat.
- Escut: Planxa d'acer muntada davant un canó per a protegir qui mana (els servents) de la peça

## Armes de foc destacades

### Colt Peacemaker

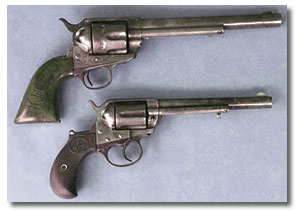
Colt Peacemaker i Colt Lightning

Sens dubte, quan es parla de revòlvers llegendaris resulta inevitable fer una menció especial per referir-se al Colt Peacemaker. Conegut també com a Single Action Army (SAA), el Peacemaker és el revòlver per excel·lència. Samuel Colt va ser el pare d'aquesta revolucionària arma que el 1873 va ser adoptada oficialment per l'exèrcit nord-americà. En pocs anys, la majoria dels ciutadans nord-americans es van fer amb una de les milers d'unitats fabricades per Colt. Aquest revòlver també va comptar amb un notable protagonisme en la conquesta de l'anomenat Llunyà i Salvatge Oest. En aquest sentit, el fet que utilitzés munició del mateix calibre que el rifle Winchester M1873 va ajudar a la seva popularització com a arma curta. Aquest protagonisme en les lluites contra els indis es va veure augmentat gràcies als westerns dels anys 40 i 50. La indústria cinematogràfica va servir per elevar al Peacemaker a la categoria de mite, en ser un revòlver associat a grans estrelles de la pantalla com John Wayne o Gary Cooper.
D'altra banda, el SAA no només és una de les armes curtes més famoses de la història, sinó que a més és una de les que durant més temps s'han fabricat. En aquest sentit, fins i tot avui dia encara se segueixen construint diferents models del Peacemaker per al seu ús civil i per a col·leccionistes. Curiosament, el revòlver de Colt també ha rebut nombrosos sobrenoms. A part d'aquest Peacemaker (en referència a l'època en què va aparèixer, amb escassos reductes indígenes), entre els més populars es troben Frontier i Widowmaker, aquest últim en referència a la facilitat amb què aquest revòlver deixava vídues a les esposes de l'època.

### Walther PPK
Tres coses caracteritzen l'agent 007: el seu Aston Martin, el seu gust pel Martini agitat i no remenat, i la seva pistola, l'elegant Walther PPK. Aquesta arma, creada a Alemanya el 1931, es va tornar famosa a tot el món gràcies a James Bond. El 007 la dispara en 18 de les seves 23 pel·lícules, incloent la primera, Dr No (1962), i l'última, Quantum of Solace (2008). La Walther també va passar a la història per ser l'arma amb la qual el dictador Adolf Hitler es va suïcidar. Encara avui se segueix fabricant als Estats Units. El significat de les tres lletres en alemany -PPK- no necessita traducció: Polizei Pistole Kriminale.

### Smith & Wesson M29

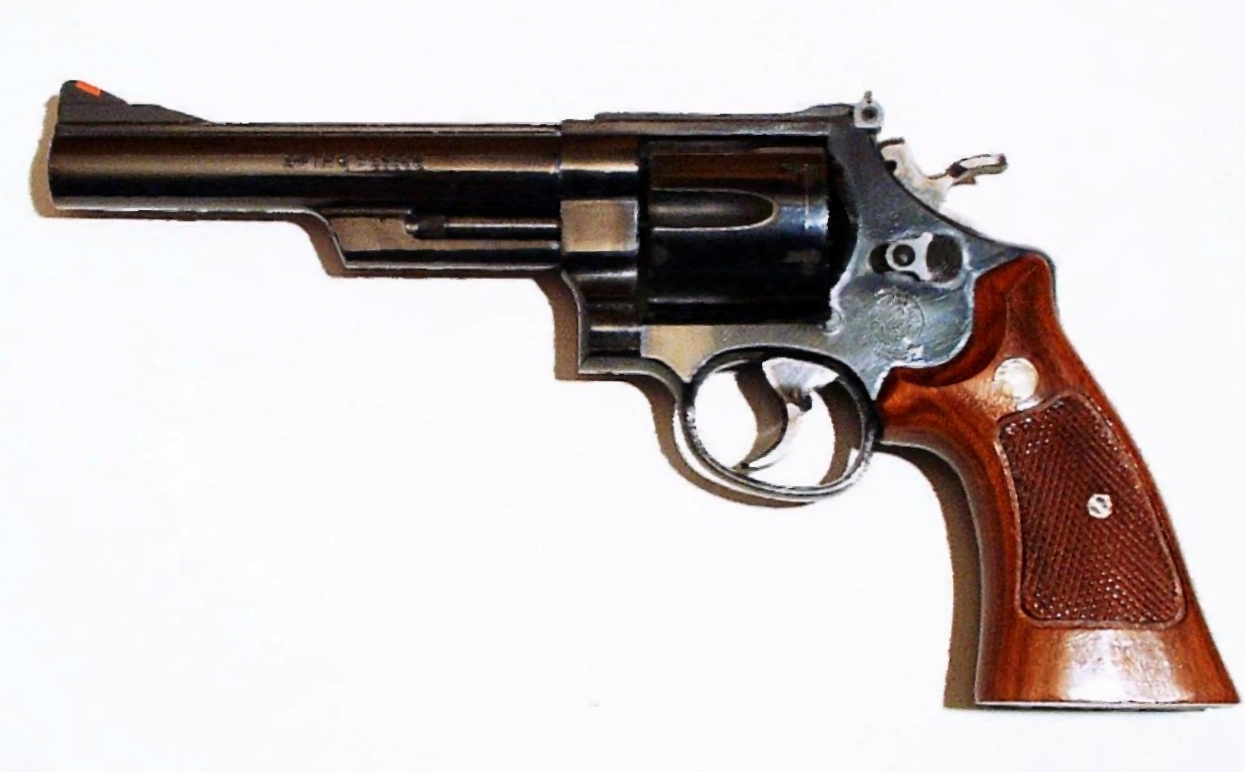
Smith & Wesson M29

L'inspector Callahan, més conegut com a Harry el brut, carregava sota el braç el «Revòlver més potent del món»: Smith & Wesson M29, un revòlver calibre 44 magnum. Protagonitzada per Clint Eastwood, Harry el brut (1972) es va convertir en una pel·lícula fundacional i de culte que va inaugurar un nou tipus d'heroi: conflictiu, fred i insolent, i capaç de matar sense objeccions. Dies després de l'estrena de la pel·lícula, Smith & Wesson, fabricant de l'arma, tenia una llista d'espera de 25.000 revòlvers.
En el moment de la seva introducció (1955), el Model 29 era el revòlver més poderós produït en sèrie, amb tot, i malgrat l'afirmació de la pel·lícula, hi va haver una sèrie de pistoles i revòlvers artesanals, wildcat, amb calibres que eren més poderosos, com és el cas de les velles pistoles howdah del segle xix.

### Luger P08
Possiblement, gràcies al seu estilitzat disseny i als seus famosos rodets del tancament articulat, la Luger Parabellum Pistole Model 08 s'hagi convertit en la pistola més carismàtica de la història. George Luger es va encarregar de construir aquesta mítica arma a finals del segle xix, que van esdevenir la pistola d'ordenança suïssa, inicialment van ser dissenyats per al calibre 7,65 Parabellum. Diversos anys després de la seva primera creació, Luger construí una versió més avançada de la seva arma adaptada al calibre 9mm Parabellum i amb un canó de 10,2 cm. El 1908 l'exèrcit alemany la va adoptar com la seva pistola reglamentària i va passar a denominar-se Luger P08. Durant la Gran Guerra aquesta arma va tenir un gran protagonisme en les files alemanyes. A partir de 1930 la fàbrica d'armes Mauser es va encarregar de la seva producció, per això l'arma també rep el nom de Mauser P08. Els armers alemanys van fabricar nombroses versions de la Luger P08 que avui dia tenen un gran valor entre els col·leccionistes.

### Mauser Kar 98

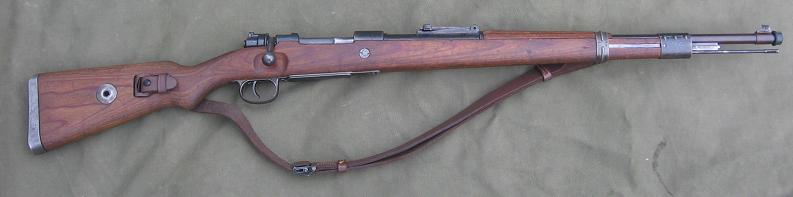
Mauser Kar 98

El Mauser Karabiner 98 és considerat com el millor rifle de la història, fonamentalment per dos motius: el seu extraordinari disseny i la seva enorme precisió. Durant molts anys es va convertir en l'arma referent de la infanteria alemanya, amb la que va desenvolupar un paper primordial durant la Segona Guerra Mundial. En realitat, el Mauser Kar 98 suposa una evolució del Gewehr 98, el rifle utilitzat pels soldats alemanys a la Gran Guerra. El nou Mauser, que va veure la llum el 1935, presentava unes dimensions i un pes més reduïts, el que afavoria l'estratègia de guerra "llampec" dissenyada pel Tercer Reich. Tot i que el seu sistema manual de forrellat convertia al Mauser Kar 98 en una arma més lenta que la M1 Garand nord-americana, el rifle alemany sempre va gaudir d'una major popularitat en el camp de batalla. Els franctiradors van ajudar a incrementar la fama d'aquesta carabina alemanya a la qual se li podien incorporar diverses mires telescòpiques. Pocs anys després del seu naixement, la Mauser Kar 98 traspassar les fronteres germàniques i va arribar fins a Espanya. Aquí va ser utilitzada per les forces del Bàndol Nacional durant la Guerra Civil, fruit de la col·laboració entre les tropes del general Franco i el Reich alemany. Aquest llegendari rifle de forrellat es caracteritza per la seva fiabilitat, la seva notable resistència i la seva efectivitat.

### Remington 870

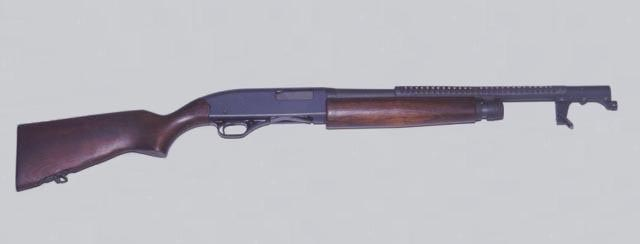
Remington 870

Tal com s'assegura des de la mateixa marca Remington, la 870 possiblement és l'escopeta més famosa en tota la història de les armes. Si més no, sí que és una de les que més versions s'han fabricat. El model original de la Remington 870 va sorgir el 1950 amb l'àlies de Wingmaster. Es tractava d'una escopeta de corredissa (Pump-Action) concebuda al principi per a la caça menor. No obstant això, la 870 va aconseguir la seva major popularitat a principis de la dècada dels anys 70, quan l'exèrcit nord-americà la va adoptar com a arma oficial. A poc a poc, la fama d'aquesta escopeta va ser estenent gràcies sobretot a la seva versió policial. Dels més de 15 models de Remington 870 existents, en destaca el 870 MCS (Modular Combat Shotgun). Aquesta arma admet nombroses modificacions: amb culata o sense, amb canó curt o més llarg, amb mira telescòpica ... encara que la versió més coneguda potser és la que posseeix empunyadura de pistola i que va popularitzar Arnold Schwarzenegger a "Terminator".

### Uzi

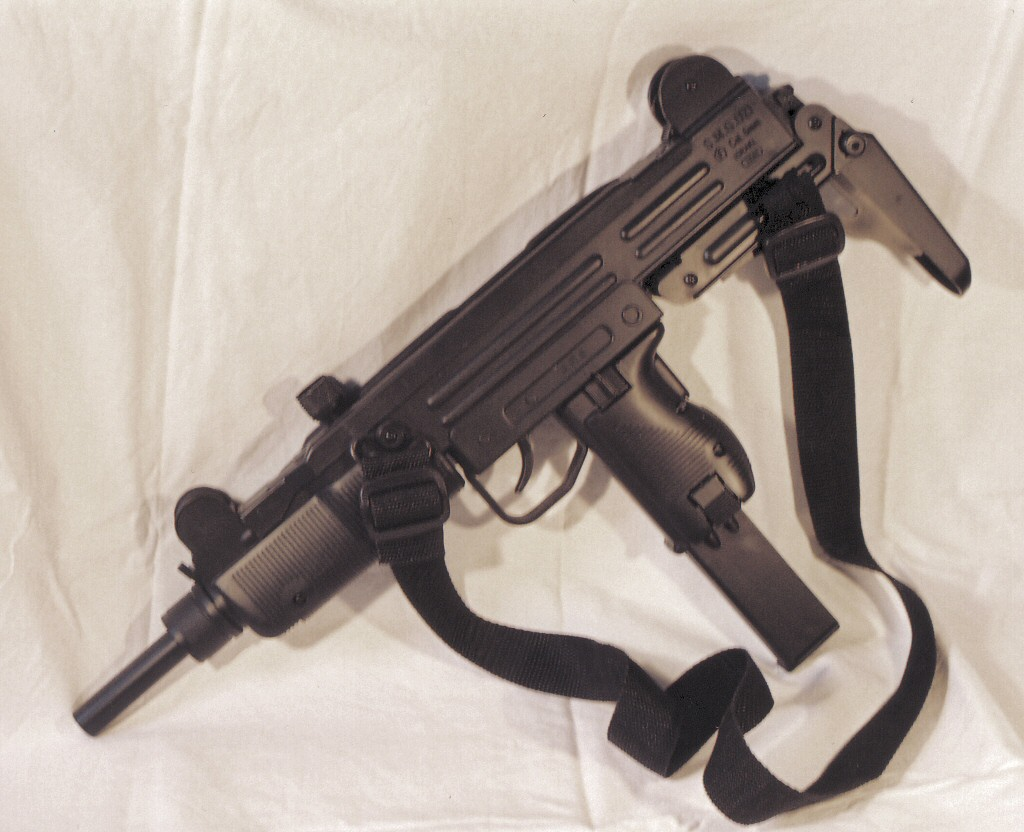
Uzi

Uziel Gal, tinent de l'exèrcit israelià, es va encarregar de la creació del subfusell oficial de l'armada del seu país. Basant-se en el model txec CZ23 Uziel va aconseguir construir una arma eficaç, tremendament senzilla i de reduïdes dimensions. Així va néixer la Uzi submachinegun, un subfusell que ràpidament es va convertir en tot un símbol nacional per a Israel. No obstant això, la seva fama no es va reduir únicament al seu país, ja que gràcies a la indústria cinematogràfica la Uzi va aconseguir una gran popularitat a nivell internacional. Tristament, la Uzi també s'ha guanyat certa "mala fama" en convertir en l'arma de nombroses bandes nord-americans i dels principals traficants de droga, fonamentalment per la seva reduïda grandària i la seva alta capacitat de foc. Aquest subfusell presenta un disseny innovador respecte a la resta d'armes existents en l'època. En primer lloc, té una mida reduïda gràcies al seu sistema d'accionament (funciona mitjançant la inèrcia de masses, el que permet plegar el tancament de la recambra sobre el canó), compta amb una culata plegable de vorera estampat que, un cop recollida, deixa l'arma en uns escassos 44 cm de longitud. Un altre element destacable de la Uzi és el seu carregador. El model estàndard dona cabuda a 32 cartutxos 9mm i s'introdueix pel forat de l'empunyadura, d'una forma similar a les pistoles. El subfusell Uzi és una de les armes més venudes a tot el món, encara que on històricament ha gaudit de més protagonisme ha estat a la zona d'Orient Mitjà.

### AK-47

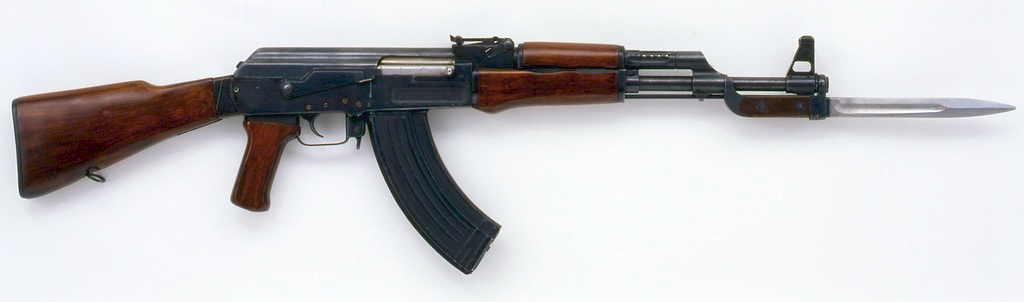
AK-47

L'AK-47 (Abreviació d'Avtomat Kalàixnikov, model 1947) és una arma desenvolupada per Mikhaïl Kalàixnikov, que va desenvolupar un nou tipus d'arma: el fusell de repetició, també conegut com a rifle d'assalt. Kalàixnikov va aprofitar plànols i projectes secrets desenvolupats per investigadors alemanys durant la Segona Guerra Mundial, els perfeccionà fins a trobar la fórmula per construir aquesta arma l'any 1947. Dos anys després, el 1949, aquesta arma va entrar en servei permanent en l'exèrcit de la Unió Soviètica.
El més innovador del sistema introduït per Kalàixnikov és el de la càrrega de la munició. Gràcies a un sistema de reutilització dels gasos que emet l'arma al disparar un tret, l'arma permet un ritme de foc molt més elevat que qualsevol fusell convencional, alhora que presenta un retrocés menor cada vegada que s'obre foc. A més era una arma relativament fàcil de construir, a un cost raonable i amb unes característiques i unes prestacions excepcionals: l'AK-47 és capaç de fer blanc a un objectiu a més de 400 metres, i no pateix les inclemències meteorològiques.
Fabricat i utilitzat a una pila de països del Pacte de Varsòvia o de l'òrbita comunista, és una de les armes més fabricades de tots els temps. Al llarg de la segona meitat del segle xx, el subfusell AK-47 ha estat utilitzat per guerrilles o grups de milicians en molts conflictes. L'AK-47 ha servit a la Guerra del Vietnam, esdevenint clau per la victòria vietnamita sobre les tropes dels Estats Units, i ha estat l'arma preferida dels revolucionaris cubans, dels militants de l'IRA o dels membres de resistència armada a Palestina. Fins i tot a Moçambic hi ha una silueta d'un Kalàixnikov a la seva bandera nacional, com a símbol de la lluita i la victòria contra la potència colonial (en aquest cas, Portugal).
En l'actualitat, l'AK-47 i els seus derivats tenen el dubtós honor de ser l'arma de la història que més morts ha provocat, i de ser una de les armes més fàcils d'aconseguir en el mercat negre.

### M16

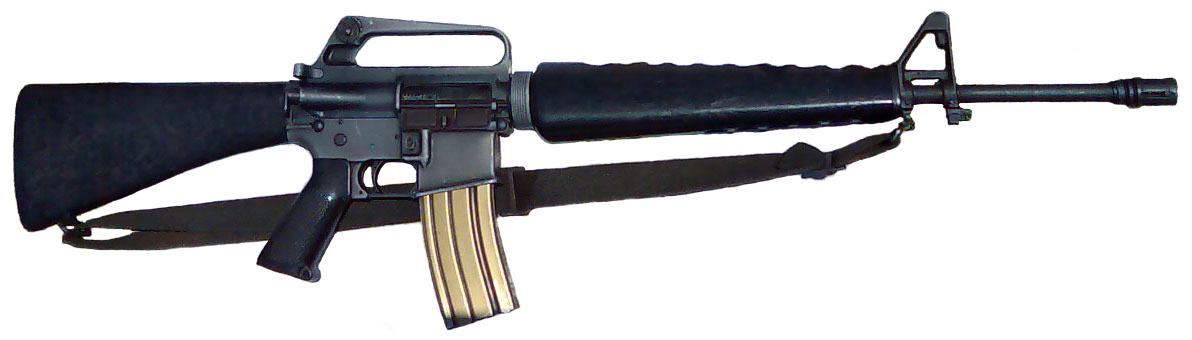
M16A1

El rifle d'assalt Stoner AR-15/M16 és una de les armes de major pes en la nostra història recent. Identificada amb Occident, durant la Guerra Freda el M16 venia a representar la principal antítesi del AK-47 comunista. Així, aquest rifle d'assalt va tenir un protagonisme transcendental en la guerra del Vietnam, on els soldats nord-americans van mesurar l'eficàcia del M16 amb les prestacions del Kalàixnikov dels vietnamites. I és que, essencialment, el M16 va ser concebut per a equipar a l'exèrcit nord-americà d'una arma lleugera, capaç de disparar un gran nombre de bales amb una notable precisió.
Eugene Stoner va ser el pare d'aquest llegendari rifle, derivat de l'original AR-15 i que molt aviat es va convertir en el model de referència per a la resta de rifles d'assalt moderns. En aquest sentit, des del moment del seu naixement el M16 va revolucionar el panorama armamentístic de l'època. El seu innovador disseny, elaborat amb plàstics, aliatges metàl·lics i alumini, van dotar a aquesta arma d'una lleugeresa fora del comú. A més, el M16 també va ser el primer subfusell que va incorporar el calibre 5,56 mm x 45, també conegut com a 223 Remington. Aquest tipus de munició es caracteritzava pel seu baix cost, el seu escàs pes i la seva eficàcia en distàncies mitjanes.
Davant de totes aquestes aparents avantatges l'exèrcit nord-americà va adoptar oficialment el M16 com rifle d'assalt per a les seves tropes el 1964. No obstant això, els començaments no van resultar fàcils. En els primers anys de la guerra del Vietnam, el M16 es va mostrar com una arma poc fiable, amb problemes al carregador i poc precisa enmig de la jungla asiàtica. Aquests inconvenients es van solucionar en poc temps i va néixer així la primera versió d'aquesta llegendària arma, denominada M16A1. Des d'aleshores, han sorgit nombrosos models posteriors fins a arribar a l'actual A4. Els cossos policials dels Estats Units utilitzen el AR15 (Asault Rifle) com a arma d'assalt semiautomàtica.

## Vegeu tembé
- Control d'armes de foc